# 285
Криза Римської імперії у 3 столітті. Зміна імператора. У Китаї править династія Західна Цзінь, в Японії триває період Ямато, в Індії період занепаду Кушанської імперії, у Персії править династія Сассанідів.
На території лісостепової України Черняхівська культура. У Північному Причорномор'ї готи й сармати.

## Події
- Імператор Марк Аврелій Карін завдає поразки узурпатору Сабіну Юліану.
- Війська Діоклетіана розбивають армію Каріна.
- Максиміан став співправителем (цезарем) римського імператора Діоклетіана.
- Імператор Діоклетіан посилає Максиміана у Галлію на придушення виступів багаудів.
- Караузій отримує завдання очистити Ла-Манш від франкських і сакських піратів.
- Діоклетіан відбиває навалу сарматів на Дунаї і переносить свою столицю в Нікомедію.

## Померли
- Марк Аврелій Карін